# U-20-Fußball-Südamerikameisterschaft 1992
Die XVI.U-20-Fußball-Südamerikameisterschaft 1992 fand vom 6. August 1992 bis zum 30. August 1992 in Kolumbien statt.
Ausgetragen wurden die Begegnungen zur Ermittlung des Turniersiegers in Medellín. Gespielt wurde in zwei Gruppen und einer anschließend ebenfalls im Gruppenmodus ausgetragenen Finalphase. Acht Mannschaften nahmen am Turnier teil. Dies waren die Nationalmannschaften Boliviens, Brasiliens, Chiles, Kolumbiens, Ecuadors, Paraguays, Perus und Uruguays. Argentiniens Auswahl hatte infolge der Vorfälle bei der Junioren-Weltmeisterschaft 1991 kein Startrecht erhalten. Aus der Veranstaltung ging Brasilien als Sieger hervor. Die Plätze zwei bis vier belegten die Nationalteams aus Uruguay, Kolumbien und Ecuador. Die drei erstplatzierten Mannschaften qualifizierten sich für die Junioren-Fußballweltmeisterschaft 1993.
Torschützenkönig des Turniers war der Uruguayer Fernando Correa mit fünf erzielten Treffern.